# 1580.
1580. je deveto desetletje v 16. stoletju med letoma 1580 in 1589. 